# Miasto Makarska
Miasto Makarska (chorw. Grad Makarska) – jednostka administracyjna w Chorwacji, w żupanii splicko-dalmatyńskiej. W 2011 roku liczyła 13 834 mieszkańców.